# Episodi di Skylanders Academy (seconda stagione)
La seconda stagione della serie a cartoni animati Skylanders Academy è stata trasmessa in prima visione su Netflix il 6 ottobre 2017.
| nº | Titolo originale                  | Titolo italiano                          | Prima TV       |
| -- | --------------------------------- | ---------------------------------------- | -------------- |
| 13 | Spyromania                        | Spyromania                               | 6 ottobre 2017 |
| 14 | I Dream of Ninjini                | Sognando Ninjini                         | 6 ottobre 2017 |
| 15 | Return to Cynder                  | Il ritorno di Cynder                     | 6 ottobre 2017 |
| 16 | Thankstaking For the Memories     | Un Appropriamento da ricordare           | 6 ottobre 2017 |
| 17 | Elementary, My Dear Eruptor       | Elementare, mio caro Eruptor             | 6 ottobre 2017 |
| 18 | Split Decision                    | Una brutta separazione                   | 6 ottobre 2017 |
| 19 | The People vs. Pop Fizz           | Il popolo contro Pop Fizz                | 6 ottobre 2017 |
| 20 | One Flu Over the Skylander’s Nest | Qualcuno infettò il nido degli Skylander | 6 ottobre 2017 |
| 21 | Belly of the Beast                | Nella pancia della bestia                | 6 ottobre 2017 |
| 22 | Who’s Your Daddy?                 | Chi è il tuo papà?                       | 6 ottobre 2017 |
| 23 | Sheep(ball) Dreams                | Sogni d'oro                              | 6 ottobre 2017 |
| 24 | It Techs Two                      | In due è meglio                          | 6 ottobre 2017 |
| 25 | Touch of Evil                     | Il tocco del male                        | 6 ottobre 2017 |

## Spyromania
- Titolo originale: Spyromania
- Diretto da: Arthur Qwak e Solène Azernour
- Scritto da: Ian Weinreich e Clayton Sakoda

### Trama
Durante una conferenza all'accademia in cui gli Skylander descrivono le proprie personali abilità Spyro si rende conto che non possiede un potere particolare e ciò lo mette giù di morale. Alla fine della conferenza Padron Eon scopre che il suo podio volante è stato rubato, e durante le ricerche Spyro ne approfitta per sforzarsi a far uscire un potere ma i suoi tentativi non fanno altro che rallentarle, costringendo Eon a sospenderlo dalla squadra finché non si sarà ripreso. Nel frattempo i Doom Raiders, ai quali Kaos si è unito di recente, devono recuperare Chompy Puppet, il pupazzo di Chompy Mage che ha smarrito e finito alla prigione di Scrocchianuvole. Durante la missione Kaos cerca di dare dei suggerimenti per facilitare la missione ma viene sempre ignorato, e quando vengono scoperti dalle guardie e Snap Shot e messi con le spalle al muro la sua rabbia si manifesta sotto forma del suo nuovo potere che è cresciuto e mette K.O. i presenti; i Doom Raiders ne approfittano per scappare e riconoscono finalmente Kaos come nuovo membro. Intanto Spyro, rispondendo a una delle chiamate di segnalazione, scopre che il ladro è Bomb Shell e a rintracciarlo, e decide di raggiungerlo da solo sperando che lo stress nell'affrontare un cattivo senza aiuto possa far emergere un potere nascosto. Durante il combattimento i due scoprono che c'è una bomba camuffata da noce di cocco in mezzo alle altre dell'isola. Quando la trovano, però, non sanno come disinnescarla e la bomba alla fine esplode. Quando gli Skylander giungono sul posto ormai temono il peggio, ma quando Jet-Vac dirada il fumo scoprono che Spyro è ancora vivo con le ali a mo' di scudo: scoprono che le sue scaglie sono diventate resistenti e Spyro è finalmente felice di avere un proprio potere. Quando racconta tutto a Padron Eon Spyro afferma che per scoprire se possiede altri poteri dovrà saperne di più sui suoi antenati, cosa che lo porta a essere congedato in modo vago da Eon il quale è a conoscenza di un segreto che intende far rimanere nascosto a Spyro.

## Sognando Ninjini
- Titolo originale: I Dream of Ninjini
- Diretto da: Arthur Qwak e Solène Azernour
- Scritto da: Julia Yorks

### Trama
Stealth Elf viene provocata in televisione dal combattente ninja Berserker come ninja più forte delle Skylands, così Padron Eon la indirizza nella Falling Forest dove è stata vista l'ultima volta Ninjini, una genio-elfa della quale è stata una grande fan da bambina, e che la addestrerà per l'imminente scontro; contemporaneamente fa scortare Hugo dagli altri Skylander per recuperare una cosa importante nella foresta, ma proprio quando riesce a trovarla viene rapito da Berserker che intende trasformarlo nel suo pranzo per poter avere le energie al massimo. Giunta nella Falling Forest Elf riesce a trovare Ninjini chiedendole di addestrala, ma dopo un po' la genio è costretta ad ammettere che è rimasta fuori dai combattimenti troppo a lungo che non è più sicura delle proprie capacità, né tanto meno di addestrare qualcuno; Elf, tuttavia, riesce a convincere Ninjini e insieme riescono a completare l'addestramento; contemporaneamente gli Skylander tornano da Padron Eon spiegandogli che Hugo è sparito e ricevono l'ordine di trovarlo, mentre nella foresta i Doom Raiders scoprono una lampada magica che si scopre essere quella di Ninjini che riescono a catturare e a farsi esprimere tre desideri: il primo è di Broccoli Guy che vuole avere un amico, ricevendo un piccolo sasso, mentre Kaos desidera riavere con sé Glumshanks, il quale ha coronato il suo sogno di insegnare al college e che, approfittando di un momento di distrazione del gruppo a causa di Elf, vi ritorna con l'ultimo desiderio. Insieme Ninjini ed Elf riescono a sconfiggere i Doom Raiders. Intanto Hugo, grazie a uno stratagemma, è riuscito a far rivelare la sua posizione agli Skylander che accorrono a salvarlo, ma sopraggiunge anche Elf che grazie all'addestramento di Ninjini riesce a sconfiggere Berserker. In segno di riconoscenza Ninjini decide di darle la sua lampada nel caso avesse avuto bisogno di lei. Tornato all'accademia Hugo consegna ciò che ha trovato nella foresta, una coda di drago fossilizzata, a Padron Eon che decide di nasconderla.

## Il ritorno di Cynder
- Titolo originale: Return to Cynder
- Diretto da: Arthur Qwak e Solène Azernour
- Scritto da: Nick Confalone

### Trama
All'accademia Padron Eon presenta agli Skylander la nuova cadetta, la draghessa Cynder, e decide di affiancarle Spyro per prepararsi all'esame di ammissione; d'altro canto Spyro è felice di potersi relazionare con qualcuno come lui, ma durante l'addestramento scopre che Cynder ha paura nell'usare i suoi poteri in quanto spaventata da essi. Spyro, però, riesce a rivitalizzarla e a prepararla per l'esame. Nel frattempo nella Falling Forest Kaos si rende conto che i Doom Raiders non stanno più facendo niente di davvero malvagio, limitandosi a piccole scorrerie, così prende la decisione di diventare il nuovo capo al posto di Golden Queen facendo man mano mostrare a tutti la sua crescente malvagità. Intanto Padron Eon contatta Spyro, Cynder e gli Skylander per un'emergenza ad un bar preso d'assalto dai Grebble. Durante la lotta Cynder si chiede se sia davvero necessario far loro del male per sconfiggerli, al che Spyro cerca di sforzarla dicendole che sono cattivi per natura e che non possono cambiare. Cynder ha così una crisi è stende tutti con il suo alito elettrico per poi andarsene. Ritornati da Padron Eon, costui rivela che Cynder è la figlia di Malefor, un potente e malvagio sovrano dei draghi che governa le Cripte Cadaveriche, e Spyro si rende conto che con i suoi discorsi ha convinto Cynder che lei resterà sempre una cattiva. Decide così di andare con la squadra alle Cripte Cadaveriche per scusarsi e riportarla all'accademia. Gli Skylander riescono a trovare Cynder, ma poco dopo giunge anche Malefor che riesce a metterli tutti fuori combattimento. Quando vede Spyro Malefor nota che possiede le squame viola, rivelando al draghetto che fa parte di una stirpe unica di draghi che ha sterminato egli stesso. Spyro riesce a scusarsi con Cynder dicendole che in fondo lei è buona nonostante la sua origine e che l'ha capito stando insieme a lei. Questo ripristina la fiducia di Cynder che salva Spyro dal padre per poi tornare all'accademia insieme agli altri, nonostante ora Malefor la disconosce come figlia. Cynder riesce a passare l'esame e a diventare una Skylander, e mentre si dirige verso i dormitori Spyro rimane indietro con Eon rivelandogli ciò che Malefor gli ha detto, al che Eon lo incoraggia dicendogli che Malefor ha sicuramente provato a ingannarlo, anche se dopo che Spyro si è allontanato è preoccupato di quanto è accaduto.

## Un Appropriamento da ricordare
- Titolo originale: Thankstaking For the Memories
- Diretto da: Arthur Qwak e Solène Azernour
- Scritto da: Nick Confalone

### Trama
Nelle Skylands è arrivato il giorno dell'Appropriamento, in cui gli Skylander passano del tempo con le proprie famiglie. Gli unici a restare all'accademia sono Stealth Elf, in quanto orfana e anche qualificata per tenerla sotto controllo, e Spyro, dato che a causa dei vari giorni dell'Appropriamento passati in cui era stato invitato da chiunque ha combinato sempre disastri. Stealth Elf decide di passare il tempo affinando il suo addestramento, ma Spyro la convince prima a divertirsi con lui. Infine le chiede di poter entrare nella Sala delle reliquie in quanto ha scoperto che esiste una spada precorritrice delle sue lame, raccogliendo dei peli di barba di Padron Eon sparsi sul pavimento e superare lo scanner. Una volta dentro, però, Spyro brucia accidentalmente la barba appena creata, e senza la chiave per entrare e uscire dalla sala il guardiano li chiude dentro e attiva il sistema di autodistruzione. Elf è amareggiata in quanto oltre a essere nei guai non ha nemmeno potuto esercitarsi nel suo addestramento. Ormai quasi senza via di scampo Spyro confessa a Elf che quello che desiderava era di avere qualcuno con cui passare il giorno dell'Appropriamento, e i due sentendosi affini decidono di ritornare amici. Vedendoli il guardiano comincia a provare empatia nei loro confronti e decide di annullare il protocollo di sicurezza e lasciarli liberi, non prima però che Spyro possa aver mostrato a Elf la spada di cui le aveva parlato e aver preso un libro sui draghi in cui ha scoperto che qualcuno ha strappato le pagine che trattano quelli della sua stirpe.

## Elementare, mio caro Eruptor
- Titolo originale: Elementary, My Dear Eruptor
- Diretto da: Arthur Qwak e Solène Azernour
- Scritto da: Jim Martin

### Trama
Quando gli Skylander scoprono grazie a una macchina creata da Sprocket, ideata per valutare all'istante i compiti degli esami, che uno di loro li ha passati a pieni voti Padron Eon rivela a sorpresa che si tratta di Eruptor. In un primo momento Eruptor non riesce a combinare niente di intelligente, ma all'improvviso riesce a risolvere diversi misteri complessi rivelando di avere una capacità di vista congelante in grado di analizzare l'ambiente che lo circonda ma soffrendo di terribili mal di testa subito dopo. Dato che questa nuova abilità potrebbe essere utile alla squadra, Eruptor si fa costruire da Sprocket delle speciali lenti oculari che bloccano le emicranie. Intanto nella Falling Forest Kaos decide di prendere come suo nuovo servitore Broccoli Guy, non sapendo che in realtà lavora sotto copertura per Golden Queen. Insieme decidono di trasmettere una parte dei poteri curativi di Broccoli Guy a Kaos assorbendo gli elementi di Skylands. All'accademia Padron Eon manda in missione gli Skylander sull'isola delle pecore, dove scoprono che si sono ammalate a causa dell'erba che, stando alle analisi di Eruptor, è stata prosciugata della sua forza vitale. In seguito ricevono una chiamata d'emergenza da Snap Shot in quanto è stato aggredito e al suo risveglio ha trovato le Swamp Lands completamente prosciugate. Eruptor riesce a capire che si tratta di Kaos, il quale accompagna Broccoli Guy mentre assorbe gli elementi diventando sempre più grande e forte. Costui, però, gli rivela dell'inganno ordito da Golden Queen, in quanto ora è diventato molto potente, e che è diventato suo servitore per capire dove si trova il castello di Kaossandra in modo che i Doom Raiders si possano vendicare. Kaos, tuttavia, fa l'errore di rivelargli che è Glumshanks l'unico a sapere dove si trovi esattamente, così Broccoli Guy va a cercarlo. Nel frattempo Kaos viene raggiunto da Eruptor, il quale ha deciso di catturarlo da solo forte delle sue capacità deduttive, ma Kaos gli rivela che è Broccoli Guy il vero artefice e decidono di catturarlo insieme. Infatti salvano appena in tempo Glumshanks, ma Eruptor si trova in seria difficoltà contro Broccoli Guy, capendo di non potercela fare da solo, così manda un segnale di soccorso all'accademia, e insieme riescono a sconfiggerlo. Capendo di essersi allontanato dai suoi amici credendosi più intelligente di loro, Eruptor decide di sciogliere le sue lenti e tornare quello di sempre. Nel frattempo Broccoli Guy viene ripreso da Kaos, il quale gli propone un patto: avrebbe continuato a essere il suo servitore non rivelando però a Golden Queen che lui è al corrente delle sue vere intenzioni, e al momento giusto lo avrebbe aiutato a fuggire dal gruppo.

## Una brutta separazione
- Titolo originale: Split Decision
- Diretto da: Arthur Qwak e Solène Azernour
- Scritto da: Natalie Hazen

### Trama
Durante l'addestramento degli Skylander la drow Hex ha dei problemi con il suo familiare Skull, che continua a fare sempre di testa sua mettendo entrambi nei guai. A questo punto, stanco del fatto che non viene mai considerato veramente, Skull pronuncia un incantesimo che scioglie il suo legame con Hex facendo sparire la sfera nel quale era tenuto e decidendo di essere lui stesso uno Skylander. Dopo questo fatto Hex comincia a comportarsi in modo strano e lugubre. Intanto i Doom Raiders organizzano un roast per Kaos senza che lui ne sappia il vero significato, e invitano come comico Glumshanks sotto il travestimento dell'"ignoto troll comico"; tra l'altro Glumshanks si trova lì per conto di Kaossandra la quale, apprendendo che i suoi poteri stanno diventando più deboli per il controllo dell'oscura entità nel suo libro, vuole sapere se quelli di Kaos stanno aumentando. Il roast ha il risultato sperato e Kaos, furioso con tutti i presenti, scatena la sua rabbia scoprendo come effettivamente sia diventato più forte, al punto da mettere con le spalle al muro Golden Queen quando lui le rivela che sa tutto sui suoi veri intenti, e costringendo i Doom Raiders a scappare. Nel frattempo all'accademia Hex sta cominciando a trasformare in zombi tutti i cadetti con degli abbracci. Quando Skull va da Padron Eon per dirgli che vuole essere uno Skylander indipendente, Eon gli rivela allarmato che con la sua separazione Hex non ha più controllo sulla sua aura sovrannaturale che la porta a essere un agente del male, così dà a Skull un incantesimo in grado di guarirla. I due vengono raggiunti da Spyro che decide di trasportare Skull da Hex, finendo anche lui trasformato in uno zombie. Finito tra le mani della sua amica divenuta malvagia, Skull riesce a pronunciare l'incantesimo e a far tornare normale Hex, e insieme riescono a guarire tutti gli Skylander. In seguito Skull rivela a Hex che se n'è andato perché non voleva che lei un giorno non avrebbe avuto più bisogno di lui visti i suoi grandi risultati all'accademia e decide di scusarsi con la sua padrona, e come segno del loro legame restaurato la sfera fluttuante si rimaterializza intorno a Skull.

## Il popolo contro Pop Fizz
- Titolo originale: The People vs. Pop Fizz
- Diretto da: Arthur Qwak e Solène Azernour
- Scritto da: Jesse Porter

### Trama
Pop Fizz non riesce a pagare il conto in un ristorante e così perde tempo a una riunione degli Skylander, a causa del fatto che Fisticuffs sta mettendo a soqquadro una palestra. Pop arriva sul posto dove gli Skylander stanno già combattendo, ma la sua entrata viene usata da Fisticuffs per fuggire. Nel frattempo Glumshanks sta proseguendo il suo corso al college, ma Kaos cerca di riprenderlo in modo che lo aiuti a recuperare la fiducia verso sua madre. All'accademia Padron Eon convoca la squadra per una rapina a una banca. Quando interrogano un testimone scoprono che gli indizi sul rapinatore riconducono a Pop, ipotesi avvalorata dal fatto che Sprocket, con la sua speciale chiave inglese, ha trovato le sue ampolle con i suoi peli. Davanti alle prove, Pop viene messo agli arresti in attesa di un processo; Eon convoca Hugo, che sta insegnando nella stessa classe di Glumshanks, come avvocato per Pop, e chiede al troll di sostituirlo, mentre Kaos decide di mascherarsi e di creare scompiglio nell'aula. Al processo, nonostante la testimonianza degli Skylander descriva Pop in fondo come una brava persona, a causa della sua memoria altalenante non può dichiarare dove si trovasse con esattezza al momento della rapina, e così viene giudicato colpevole e rinchiuso nella prigione di Scrocchianuvole. Tuttavia Sprocket, che per il momento decide di entrare nella squadra, fa notare ai presenti che su alcune monete sparse che ha raccolto non ha trovato né le impronte di Pop né la sua impronta magica, cominciando a sospettare che qualcuno ha voluto incastrarlo. Quando glielo vanno a riferire, Pop finalmente si ricorda che durante la rapina è andato in un negozio di ampolle, ma in mancanza di prove deve restare in prigione. Intanto, quando Hugo ritorna al college scopre la classe in disordine e caccia via Glumshanks, che si ricongiunge con il suo vecchio padrone. Gli Skylander accorrono a causa di un'altra rapina nella foresta, e anche stavolta la descrizione sembra ricordare Pop, ma stavolta Sprocket scopre che sul terreno è presente del feltro verde, usato per dei pupazzi: scoprono che il vero rapinatore è Chompy Mage (dato che era presente nello stesso ristorante dove era Pop) e che ha rubato per pagare delle chirurgie plastiche a Chompy Puppet, incastrando al contempo Pop. Chompy Mage scatena contro di loro un esercito di chompy, ma vengono tutti messi K.O. da Sprocket. Gli Skylander portano così Chompy Mage alla prigione di Scrocchianuvole e possono di nuovo riunirsi con Pop, il quale, per assicurarsi che tale esperienza non si ripeta, decide di etichettare le ampolle delle sue pozioni con gli effetti che causano.

## Qualcuno infettò il nido degli Skylander
- Titolo originale: One Flu Over the Skylander’s Nest
- Diretto da: Arthur Qwak e Solène Azernour
- Scritto da: Eric Rogers e Patrick Rigney

### Trama
Durante un combattimento contro un robot Arkeyan, Padron Eon finisce sconfitto, così decide di andare dagli Skylander per allenarsi insieme a loro. In quel momento, tuttavia, a Eon viene un raffreddore e una barriera avvolge l'intera isola; poco dopo Kaboom gli riferisce che un virus sta dilagando sull'isola, motivo per cui è stata messa in quarantena. Per non essere infettati gli Skylander decidono di evitare Eon, ma alla fine vengono contagiati anche loro. Nel frattempo Kaos e Glumshanks visitano un concorso per animali domestici, dove Kaos intende prendere il più spaventoso per donarlo come regalo a sua madre e farsi perdonare, e rimane impressionato da un'idra a quattro teste (anche se stupida) di proprietà della Mabu Claire, così decide di rubarlo. Tuttavia, Golden Queen riesce a farsi rivelare che l'idra possiede un microchip per segnalarne la posizione e decide di sfruttare la cosa a suo vantaggio. Intanto Spyro approfitta della quarantena per cercare di farsi rivelare da Eon la verità che sa sui draghi della sua stirpe, venendo tuttavia evitato, così decide di sfidare Eon a una condizione: se avrebbe vinto Eon gli avrebbe rivelato tutto quello che sa, altrimenti avrebbe dovuto rinunciare alla sua ricerca. I due combattono, nonostante il raffreddore che li attanaglia, e alla fine è Eon a vincere e Spyro è costretto a mantenere la parola. In quel momento la barriera scompare e Kaboom appare da un portale dicendo che il virus è sparito, rivelando che è stato trasmesso da qualcuno con un metabolismo veloce: Stealth Elf, che aveva contagiato Eon quando entrambi erano presenti all'accademia. Gli Skylander decidono allora di cominciare quello che avevano lasciato in sospeso, ovvero allenarsi con Padron Eon.

## Nella pancia della bestia
- Titolo originale: Belly of the Beast
- Diretto da: Arthur Qwak e Solène Azernour
- Scritto da: Ian Weinreich e Clayton Sakoda

### Trama
Padron Eon decide di affidare gli Skylander come consiglieri anziani ad alcuni cadetti dell'accademia: Spyro sceglie Cynder, Stealth Elf Food Fight, Eruptor Chill, Jet-Vac Roller Brawl, e Pop Fizz Wind-Up; tra i cadetti è presente anche Bad Breath ma dato che non ci sono altri consiglieri anziani Padron Eon decide di metterlo come riserva. In quel momento scende in picchiata nella biblioteca Cy, in quanto il suo maestro King Pen si trova in difficoltà contro Fire Viper nella sua isola artica. Gli Skylander decidono di partire insieme ai propri cadetti selezionati, e a tal proposito Cy decide di diventare il consigliere anziano di Bad Breath. Intanto Kaos ritorna al castello portando l'idra che aveva rubato come dono per sua madre, ma Kaossandra non sembra decisa a perdonarlo; intanto, mentre Glumshanks sta pulendo l'idra quest'ultima si libera del chip facendolo finire nella vasca e mandandolo in corto, impedendo così a Golden Queen e ai Doom Raiders di rintracciare il castello. Arrivati sull'isola artica gli Skylander vedono King Pen venire mangiato da Fire Viper, e a questo punto Cy carica a testa bassa contro di lui finendo, però, per farsi divorare lui stesso seguito da tutti gli altri, ma per aver mangiato così troppo Fire Viper si addormenta. Gli Skylander riescono a ritrovare King Pen gravemente indebolito, e mentre Spyro, Elf, Eruptor, Jet-Vac e Pop Fizz decidono di cercare un'uscita Cynder, Food Fight, Chill, Roller Brawl e Wind-Up se la prendono con Cy dato che ha rovinato il loro piano di attacco. Bad Breath decide di prendere le difese di Cy rinfacciando ai cadetti di essere tali e che quindi non sono migliori di lui in quanto a bravura. Quando gli Skylander ritornano King Pen riesce a riprendersi grazie all'aiuto di Chill, e asserisce che gli esseri come Fire Viper non possono sopravvivere nella zona artica delle Skylands dove si trovano, e che solo durante la Grande Guerra potevano farlo in quanto guidati da un male molto potente; inoltre si lascia sfuggire che Spyro sa già queste cose, lasciando il drago viola perplesso. Ma proprio in quel momento Fire Viper si sveglia e tutti rischiano di finire digeriti. Quando, però, Bad Breath si lascia sfuggire un rutto che fa reagire lo stomaco del serpente, King Pen gli intima di farlo ancora più forte, seguito da tutti gli Skylander, in quanto è l'unico con l'abilità in grado di liberarli. Non facendoselo ripetere due volte, Bad Breath produce un rutto che rilascia una quantità enorme di gas costringendo Fire Viper a vomitarli. Ora che il loro nemico è indebolito gli Skylander lo affrontano e questa volta riescono a sconfiggerlo. Quando Spyro decide di chiedere a King Pen cosa voleva dire quando si trovavano all'interno di Fire Viper costui rivela che forse stava vaneggiando a causa del suo indebolimento. Intanto Kaos si accorge che sua madre si sta affaticando troppo nella Sala della Meditazione, così, su consiglio di Glumshanks, decide di donarle tutti i suoi poteri in modo da rimetterla in forze, rendendo felice Kaossandra per il gesto altruistico del figlio e perdonandolo. All'accademia, poco prima che Eon si corichi viene visitato da King Pen in quanto ormai sanno che un loro vecchio e pericoloso nemico sta per tornare e che si metterà alla ricerca di qualcuno presente nelle Skylands.

## Chi è il tuo papà?
- Titolo originale: Who’s Your Daddy?
- Diretto da: Arthur Qwak e Solène Azernour
- Scritto da: Joanna Lewis e Kristine Songco

### Trama
Durante un combattimento contro Chompy Mage nella Falling Forest Jet-Vac depone un uovo dopo l'ennesimo attacco di paura, ma questa volta gli Skylander notano per la prima volta che lo prende con sé. Tornati a casa Spyro scopre che Jet-Vac colleziona tutte le uova che ha deposto come monito per poter essere un Skylander degno di questo titolo, al che convince tutti gli altri a supportarlo per fargli capire che è ottimo come leader della squadra. All'improvviso una delle uova di Jet-Vac si schiude e ne esce un piccolo, anche se non della sua specie. Jet-Vac è sconvolto nel sapere che è diventato padre, ma decide di prendersi cura del piccolo e di crescerlo come un figlio; il pargolo, tuttavia, comincia a manifestare davanti a tutti segni che possa essere malvagio. Nel frattempo Kaos decide di trovare una foto da mettere nel suo rifugio in cui sono raffigurati lui e sua madre, e durante la ricerca Glumshanks nota una scheda in cui c'è la vera identità del padre di Kaos: con stupore trovano una foto ritraente Glumshanks. Entrambi sono scioccati, ma dopo un po' cominciano ad affezionarsi l'uno all'altro, finché Kaossandra, vedendoli insieme, rivela che aveva architettato tutto lei in passato in modo da tenere Kaos all'oscuro del suo vero padre, che a detta sua è molto terribile. A questo punto il rapporto tra Kaos e Glumshanks torna normale, con il primo desideroso di scoprire chi è veramente suo padre. Intanto il piccolo di Jet-Vac diventa così insostenibile che tutti, compreso Padron Eon, gli intimano di lasciarlo. Capendo che in fondo hanno ragione ma non volendo abbandonarlo, Jet-Vac decide di partire con il piccolo, ma alla porta d'ingresso compare una coppia di Grebble: spiegano che quello è il loro figlio e che Jet-Vac aveva per sbaglio preso il loro uovo scambiandolo per quello che aveva deposto, anche se sono felici del fatto che, inconsapevolmente, gli abbia insegnato a essere malvagio. Anche se è costretto a dire addio al piccolo, Jet-Vac è orgoglioso di aver fatto il padre, e i suoi amici lo informano che questo è un segno che può essere un leader per la squadra più capace di quanto pensasse.

## Sogni d'oro
- Titolo originale: Sheep(ball) Dreams
- Diretto da: Arthur Qwak e Solène Azernour
- Scritto da: Brittany Jo Flores

### Trama
Mentre si trova nel Regno dei Sogni Dreamcatcher viene visitata dalla presenza oscura che Kaossandra sta cercando di tenere intrappolata e che risponde al nome di Strykore, il quale gli rivela dove si trova il castello di Kaossandra. Una volta sveglia Dreamcatcher riferisce tutto ai suoi compagni (cosa che fa interessare Golden Queen su Strykore) e decide di guidarli verso il castello. Mentre attraversano una tempesta, però, Dreamcatcher sbatte contro il Super Charger di Stealth Elf, finendo col perdere la memoria e costringendo Elf a portarla all'accademia. Nel frattempo Kaos e sua madre stanno finalmente per ritornare insieme, e Kaossandra gli promette che durante la cena gli dirà una cosa molto importante. All'accademia Padron Eon, a seguito dell'amnesia di Dreamcatcher che le ha fatto dimenticare il suo passato da cattiva, decide di reintegrarla in modo che torni a essere una Skylander. Eruptor decide di farla entrare nella squadra per il torneo di Palla Pecora composta dai cadetti, nonostante questi ultimi non si fidino molto della nuova arrivata. Durante la partita la squadra perde il primo tempo, così Eruptor sprona i cadetti a lavorare come una vera squadra insieme a Dreamcatcher, e grazie proprio al suo contributo la squadra vince la partita. Quella notte, però, Dreamcatcher viene visitata di nuovo in sogno da Strykore che la rimprovera per non aver adempiuto al compito assegnatole, facendola svegliare e raccontando tutto a Elf. Prima della partita finale, Elf informa Padron Eon di quanto è accaduto, ma lui nega affermando che forse è stato semplicemente un incubo - anche se Elf riesce a capire che sta nascondendo qualcosa. Durante la partita, però, ricompaiono i Doom Raiders decisi a riprendere Dreamcatcher - e anche questa volta Elf, quando Golden Queen nomina Strykore davanti a Eon, capisce che il loro maestro gli sta nascondendo qualcosa. Alla fine i Doom Raiders riescono a prendere Dreamcatcher, e nel tentativo di fermarli Eruptor li colpisce con una pecora dorata, facendo sbattere Dreamcatcher sul terreno e ripristinando la sua memoria, facendola tornare cattiva e a scortare i Doom Raiders al castello di Kaossandra. Mentre abbandonano lo stadio, Elf riferisce a Spyro i suoi dubbi riguardo a Padron Eon, e che forse sa chiaramente qualcosa anche sulla sua stirpe di draghi e che sta tenendo tutti all'oscuro. Intanto durante la loro cena di ricongiungimento Kaossandra decide di rivelare a Kaos da dove proviene veramente ma non prima di avergli restituito i poteri. Vengono, però, fermati e catturati da Golden Queen la quale, trasformando in oro Kaossandra e dato che Kaos non ha più i suoi poteri, proclama i Doom Raiders i nuovi padroni del castello, e ordina al più presto di setacciarlo per trovare Strykore e distruggerlo.

## In due è meglio
- Titolo originale: It Techs Two
- Diretto da: Arthur Qwak e Solène Azernour
- Scritto da: Johanna Richie

### Trama
Nelle Skylands cominciano a verificarsi diversi problemi legati a tutti i macchinari tecnologici, così Padron Eon decide di assegnare alla squadra Sprocket vista la sua conoscenza nella tecnologia, anche perché Spyro è giu di morale e non si è presentato da quando ha scoperto che sta nascondendo dei segreti. Il primo incarico è aggiustare il sistema di blocco delle celle della prigione di Scrocchianuvole, e durante la battaglia Jet-Vac avverte che la sua Jet-Gun è malfunzionante, così come anche la chiave inglese di Sprocket, ma riescono alla fine a scongiurare un'evasione di massa. Tornati all'accademia scoprono che anche i portali stanno avendo dei problemi, in particolare quelli che conducono alla Cittadella dove è nascosto il Nucleo di Luce, così Padron Eon incarica gli Skylander di risolvere al più presto il problema prima che qualche cattivo vi finisca per caso. Intanto Kaos e Glumshanks sono sotto la sorveglianza di Wolfgang e Broccoli Guy nel rifugio del castello. Glumshanks decide quindi di far arrivare Kaos nella Stanza della meditazione dove si trova il libro di Kaossandra, in modo da fargli riavere i suoi poteri, riuscendo a stordire Wolfgang e Broccoli Guy con le sue storie. All'accademia gli Skylander si accorgono che anche i Super Charger risultano malfunzionanti, così Jet-Vac ordina a Sprocket di ripararli mentre loro cercheranno di fare la stessa cosa con i portali in modo da usarli e ripetere lo stesso procedimento per tutta Skylands. Mentre stanno per aggiustare il portale che conduce all'accademia, quest'ultimo teletrasporta Bomb Shell e Fisticaff che riescono a metterli fuori gioco, e Sprocket, giunta per aiutarli, viene immobilizzata dal suo stesso potere; a salvarli giunge fortunatamente Spyro, che è accorso quando tutti i messaggi inviatigli hanno finalmente raggiunto il suo telefono. Jet-Vac si arrabbia con Sprocket in quanto ha disubbidito a un suo ordine, ma quest'ultima gli controbatte affermando che è una Skylander come tutti loro e che era suo dovere aiutarli, e durante la lite i due finiscono accidentalmente sul portale che li teletrasporta nientemeno che alla Cittadella. Ormai rimasti soli Jet-Vac confessa a Sprocket che la tecnologia lo fa sentire vecchio, in quanto ancora crede nei vecchi metodi di agire, e aveva paura che lei lo avrebbe sostituito permanentemente come membro della squadra, e nel frattempo depone diverse uova a causa della sua paura. Sprocket però lo rassicura dicendogli che lui è essenziale come leader per la squadra. Mentre stanno aggiustando il pannello di controllo del portale, quest'ultimo teletrasporta un robot Arkeyan, e durante il combattimento Jet-Vac gli lancia una delle sue uova, che si scoprono essere magiche e che riescono a riparare il portale, riportandoli all'accademia mentre è invasa dai suoi troll meccanici d'addestramento. Seguendo il consiglio di Jet-Vac, tutti gli Skylander cominciano a terrorizzarlo in modo che produca un sacco di uova da usare come bombe magiche, le quali nel frattempo ricaricano anche la chiave inglese di Sprocket che riesce ad aggiustare tutto il sistema. Padron Eon si complimenta con Jet-Vac per la sua capacità nascosta delle uova, e quest'ultimo accetta Sprocket come una vera Skylander. Prima che se ne vada, Eon avverte il senso di demoralizzazione di Spyro, allorché il draghetto viola gli rivela che ormai sa che lui sta nascondendo qualcosa mentendo a tutti gli altri e che non può continuare a fidarsi di lui. Messo all'angolo Eon decide di rivelare a Spyro la verità: la sua stirpe di draghi era la più potente, dotata di capacità uniche rispetto agli altri draghi, ed erano stati posti a guardia del Nucleo di Luce, mentre era Eon stesso a proteggerli. All'apice della Grande Guerra, però, Strykore corruppe i draghi viola con l'oscurità trasformandoli in una devastante forza al suo servizio, e Eon, per proteggere il Nucleo di Luce e le Skylands, pronunciò un incantesimo tanto potente quanto articolato che li spedì in un'altra dimensione, ma non sapendo dove si trovino né se sono ancora vivi. Scosso dalla verità appresa, Spyro se ne va rammaricato con Eon, lasciando l'accademia e decidendo di non essere più uno Skylander. Nel frattempo Kaos è riuscito a raggiungere la Sala della meditazione e pronuncia l'incantesimo di Glumshanks sul libro in modo da riavere i suoi poteri. All'improvviso gli compare davanti Strykore, il quale afferma che lo renderà molto più potente e rivelandogli che lui è suo figlio.

## Il tocco del male
- Titolo originale: Touch of Evil
- Diretto da: Arthur Qwak e Solène Azernour
- Scritto da: Eric Rogers

### Trama
Kaos ha finalmente scoperto che Strykore è suo padre, che decide di dargli una parte dei suoi poteri e rivelandogli che Kaossandra non è mai stata veramente malvagia, e che durante la Grande Guerra lo ha tradito prima che potesse distruggere il Nucleo di Luce. Grazie ai suoi nuovi poteri Kaos si riprende il castello dai Doom Raiders e scaccia via Golden Queen, e dopo libera sua madre, salvo poi prenderle tutti i suoi poteri. In seguito decide di liberare anche suo padre, ma Strykore gli dice che solo una luce pura potrà renderlo abbastanza forte da fuggire dalla sua prigione, perciò gli ordina di catturare il più coraggioso e nobile tra gli Skylander. Intanto Spyro arriva alle Cripte Cadaveriche chiedendo a Malefor di aiutarlo in quanto l'unico che possa trovare il luogo in cui la sua stirpe è stata confinata. Ma il Re Drago, nonostante fosse effettivamente in grado di farlo, memore del fatto che gli ha portato via sua figlia Cynder, e che è nemico giurato della sua specie, lo attacca e riesce a catturarlo, per poi mandare un messaggio agli Skylander per tutte le Skylands: se entro il tramonto non gli riporteranno Cynder Spyro morirà. Di fronte all'evidenza, Padron Eon rivela agli Skylander che ha confessato la verità a Spyro, e decide di recuperarlo insieme agli Skylander e Cynder. Nel frattempo, Kaos (che aveva visto il messaggio di Malefor) arriva alle Cripte Cadaveriche dove rivela al Re Drago dell'imminente ritorno di Strykore e gli propone un patto: Malefor avrebbe dato Spyro a Kaos in quanto è lo Skylander che serve per liberare suo padre, e in cambio lui verrà risparmiato; altrimenti Kaos se lo prenderà lo stesso e anche Malefor sarà un bersaglio di suo padre nelle Skylands. Malefor è così costretto ad accettare. Quando giungono anche gli Skylander Malefor tenta di riprendersi Cynder venendo battuto dall'intera squadra, ma grazie a uno stratagemma riesce nel suo intento e fugge con Cynder nel suo regno. Nel frattempo, vedendo Kaossandra demoralizzata per quanto sta accadendo, Glumshanks le consiglia di cercare qualcuno in grado di aiutarla a fermare Strykore, mentre lui resterà e farà il doppiogioco per passare delle informazioni. Nello stesso tempo Kaos porta Spyro da suo padre, il quale divora tutta la luce del drago viola e può finalmente liberarsi dalla sua prigione, pronto a gettare di nuovo le Skylands nell'oscurità insieme al figlio; e come effetto collaterale dell'essere stato privato della luce, Spyro viene corrotto assumendo una forma oscura. Tornati demoralizzati all'accademia per non essere riusciti a proteggere Cynder e Spyro, gli Skylander vengono raggiunti da Kaossandra in groppa alla sua idra, la quale gli rivela del ritorno di Strykore. A questo punto Eon afferma che dovranno avere bisogno di ogni aiuto possibile per proteggere le Skylands, e proprio per questo decide di rivelare a tutti il suo più grande segreto: togliendosi l'elmo rivela di avere sulla fronte la stessa voglia celeste di Kaos.